# Ehtama
Ehtama är en liten ö i mellersta delen av Päijänne i Finland. Den ligger i kommunen Jyväskylä i den ekonomiska regionen  Jyväskylä  och landskapet Mellersta Finland, i den södra delen av landet, 200 km norr om huvudstaden Helsingfors. Öns area är 1,4 hektar och dess största längd är 200 meter i sydöst-nordvästlig riktning.